# Doc’s United FC
Doc’s United FC ist ein Fußballverein aus Anguilla. Der Verein spielt in der Saison 2018 in der AFA League, der höchsten Spielklasse des Fußballverbands von Anguilla. Seine Heimspiele trägt er im 4.000 Zuschauer fassenden James Ronald Webster Park in The Valley aus.